# This Jenny

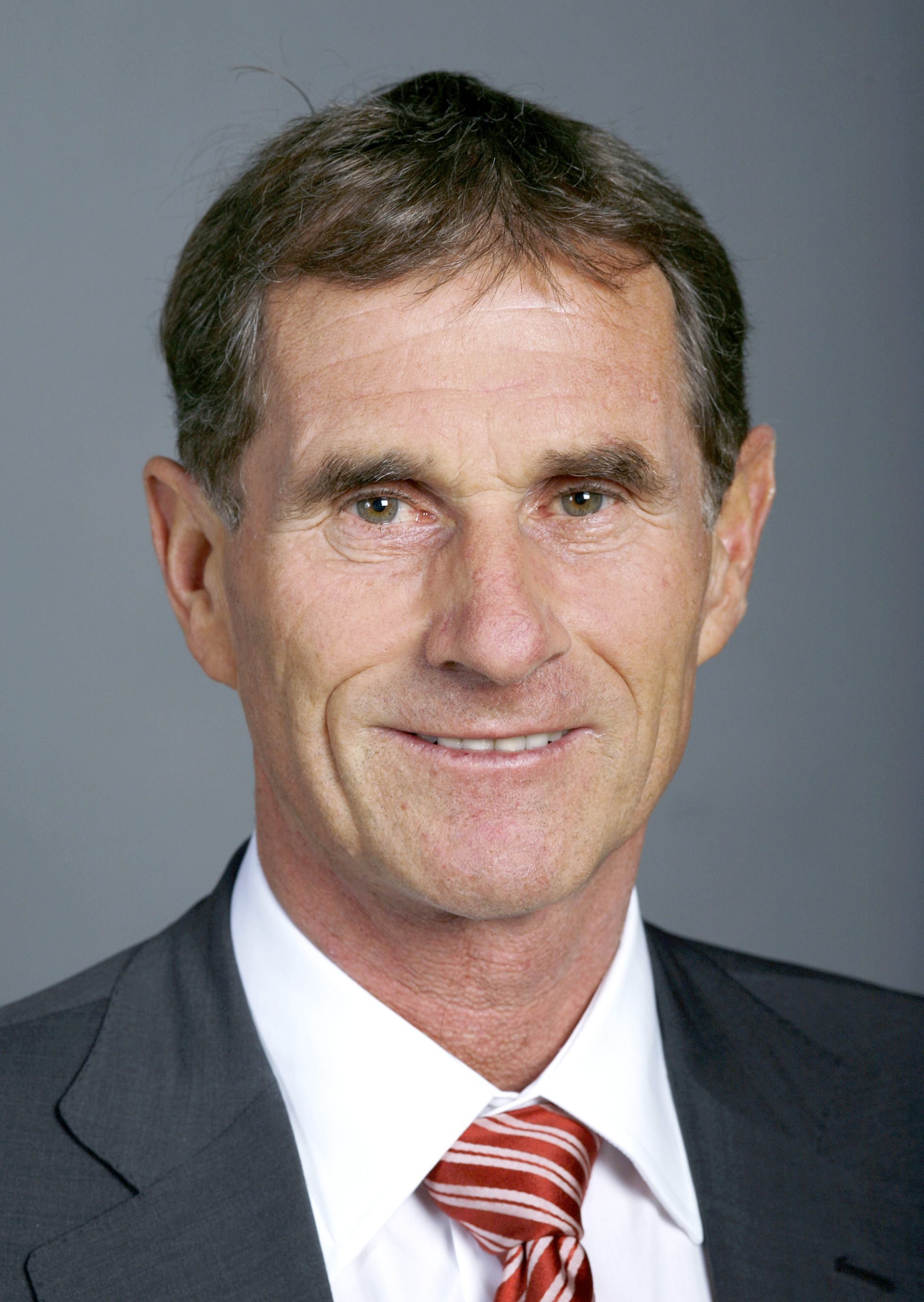
This Jenny (2007)

Matthias «This» Jenny (* 4. Mai 1952 in Glarus; † 15. November 2014 ebenda) war ein Schweizer Unternehmer und Politiker (SVP).

## Biografie
Jenny war eidgenössisch diplomierter Baumeister und Inhaber der Hoch- und Tiefbauunternehmung Toneatti & Co. in Bilten (GL).
Von 1986 bis 2000 war er Mitglied des Gemeinderates (Exekutive) von Glarus. Von 1994 bis 2014 gehörte er dem Landrat des Kantons Glarus und von 1998 bis 2014 dem Ständerat an. Jenny präsidierte von 1992 bis 2003 die SVP des Kantons Glarus. Er war zudem Mitglied in der NEAT-Aufsichtsdelegation. Jenny dominierte das jährliche Britisch-Schweizerische Parlamentarier-Skirennen in Davos; 2014 gewann er das Rennen zum 15. Mal.
Am 13. Februar 2014 trat Jenny aus gesundheitlichen Gründen aus dem Ständerat zurück; er litt an einem bösartigen Magentumor. Am 15. November 2014 schied er mit Hilfe der Sterbehilfeorganisation Exit aus dem Leben.
Jenny war geschieden und hinterliess zwei Kinder.